# Trinitroanisol
Das Trinitroanisol (2,4,6-Trinitroanisol) bildet weiße bis hellgelbe Kristalle mit einem Schmelzpunkt von 68 °C. Es leitet sich sowohl vom Anisol (Methoxybenzol) als auch vom Nitrobenzol ab. Die Struktur besteht aus einem Benzolring mit angefügter Methoxygruppe (–OCH3) und drei Nitrogruppen (–NO2) als Substituenten. Es ist ein Explosivstoff.

## Darstellung
Die Darstellung erfolgt aus 2,4-Dinitrochlorbenzol durch Umsetzung mit Methanol in Gegenwart von Natriumhydroxid und Weiternitrierung des Zwischenprodukts, oder direkt aus Trinitrochlorbenzol gleichfalls durch Umsetzung mit Methanol in Gegenwart von Natriumhydroxid.

## Eigenschaften
Trinitroanisol ist ein kristalliner Feststoff. Die Verbindung ist im trockenen Zustand durch Schlag, Reibung, Wärme und andere Zündquellen besonders explosionsgefährlich und fällt im Umgang unter das Sprengstoffgesetz.
| Sauerstoffbilanz           | −62,5 %[1]                                       |
| Stickstoffgehalt           | 17,29 %[1]                                       |
| Normalgasvolumen           | 1001 l·kg−1[1]                                   |
| Explosionswärme            | 3715 kJ·kg−1 (H2O (l)) 3601 kJ·kg−1 (H2O (g))[1] |
| Spezifische Energie        | 968 kJ·kg−1 (98,7 mt/kg)[1]                      |
| Bleiblockausbauchung       | 29,5 cm3·g−1[1]                                  |
| Detonationsgeschwindigkeit | 6800 m·s−1[1]                                    |
| Verpuffungspunkt           | 285 °C[1]                                        |
| Stahlhülsentest            | Grenzdurchmesser 12 mm[1]                        |
| Schlagempfindlichkeit      | 20 Nm[1]                                         |
| Reibempfindlichkeit        | bis 353 N Stiftbelastung keine Reaktion[1]       |